# جو بيشوب
جو بيشوب (بالإنجليزية: Joe Bishop)‏ هو عازف جاز وعازف بيانو أمريكي، ولد في 27 نوفمبر 1907 في مونتايسلو في الولايات المتحدة، وتوفي في 12 مايو 1976 في هيوستن في الولايات المتحدة.

## وصلات خارجية
- جو بيشوب على موقع IMDb (الإنجليزية)
- جو بيشوب على موقع ميوزك برينز (الإنجليزية)
- جو بيشوب على موقع أول ميوزيك (الإنجليزية)
- جو بيشوب على موقع ديسكوغز (الإنجليزية)